# Комсомолец (Ставропольский край)
Комсомо́лец — посёлок в Кировском районе (городском округе) Ставропольского края Российской Федерации.

## Географическое положение
Посёлок расположен на участке автомобильной дороги Новопавловск — Георгиевск.
Железнодорожная станция Зольский на линии Прохладная — Георгиевск.
Расстояние до краевого центра 170 км. Расстояние до районного центра 8 км.

## История
Дата основания: 1931 год
Указом Президиума Верховного Совета РСФСР от 21 сентября 1964 года посёлок Центральная усадьба племенного завода «Комсомолец» переименован в посёлок Комсомолец
До 1 мая 2017 года посёлок был административным центром упразднённого Комсомольского сельсовета.

## Население
| 1989 | 2002  | 2010  | 2014  | 2021  |
| ---- | ----- | ----- | ----- | ----- |
| 2533 | ↗3088 | ↗3131 | ↘3100 | ↘3076 |

Гендерный состав
По итогам переписи населения 2010 года проживали 1425 мужчин (45,51 %) и 1706 женщин (54,49 %).
Национальный состав
По данным переписи 2002 года, 91 % населения — русские.
По итогам переписи населения 2010 года проживали следующие национальности (национальности менее 1 %, см. в сноске к строке "Другие"):
| Национальность | Численность | Процент |
| -------------- | ----------- | ------- |
| Русские        | 2881        | 92,02   |
| Армяне         | 123         | 3,93    |
| Украинцы       | 41          | 1,31    |
| Другие         | 86          | 2,75    |
| Итого          | 3131        | 100,00  |

## Инфраструктура
- Дом культуры.
- Библиотека. Открыта 4 сентября 1960 года[12]
- Строительная компания «Бастион»
- Кладбище посёлка Комсомолец (общественное открытое). Площадь 25 000 м²[13]

## Образование
- Детский сад № 27 «Теремок». Открыт 20 мая 1965 года как детский комбинат «Теремок» государственного племенного завода «Комсомолец»[14]
- Средняя общеобразовательная школа № 6
- Детская музыкальная школа

## Русская православная церковь
- Храм святого преподобного Сергия Радонежского. Приход основан в 1991 году[15]

## Люди, связанные с посёлком
- Филиппова, Вера Егоровна (1946) — преподаватель школы, почётный работник общего образования Российской Федерации, победитель конкурса «Лучший учитель» в рамках приоритетного национального проекта «Образование»[16]
- Сорокин, Виктор Николаевич (1979) — народный артист России, бывший солист Кубанского казачьего хора.[17]
- Протоиерей Олег Артёмов — военный священник, первый священник погибший на СВО. Служил в храме посёлка 11 лет.

## Памятники
- Могила лётчика, погибшего в бою с фашистами. 1943, 1964 года[18]